# Glaukopis
Glaukopis – kwartalnik historyczny o charakterze naukowym. 

## Charakterystyka
Pismo ukazuje się nieprzerwanie od 2003 roku. Celem „Glaukopisu” jest badanie i upowszechnianie wiedzy o najnowszej historii Polski i świata, w szczególności mało znanych jej aspektów, a także publikacja dokumentów i relacji będących plonem kwerend w zbiorach archiwalnych. Innym celem pisma jest umożliwienie debiutu młodym badaczom. „Glaukopis” uczestniczy w debatach historyków dotyczących problematyki dziejów XX wieku, w szczególności zagadnień komunizmu, historii wojskowości i stosunków polsko-żydowskich w XX wieku.
Do Rady Programowej należą: prof. Kazimierz Braun, prof. Marek Jan Chodakiewicz, prof. dr hab. Wojciech Roszkowski, Peter Stachura, Ryszard Tyndorf, ks. dr Jarosław Wąsowicz, prof. Jan Żaryn, a w przeszłości jej członkiem byli także zmarli: bp prof. Herbert Romerstein, Wiesław Chrzanowski i Zdzisław Zakrzewski. Redaktorem naczelnym jest dr Jolanta Mysiakowska-Muszyńska. Pozostali członkowie Zespołu Redakcyjnego to: Michał Wołłejko (zastępca redaktor naczelnej), Paweł Styrna (sekretarz redakcji), dr Wojciech Jerzy Muszyński (wydawca), dr hab. Rafał Łatka, Paweł Juzwa.
Pismo ma charakter naukowy potwierdzony w Komunikacie Ministra Edukcjai i Nauki z dn. 21.12.2021 o zmianie i sprostowaniu komunikatu w sprawie wykazu czasopism naukowych i recenzowanych materiałów z konferencji międzynarodowych. Za publikację w tym piśmie przysługuje autorowi 70 punktów (lata 2019–2025). Nakład wynosi 700 egzemplarzy. Archiwalne numery można bezpłatnie pobrać w formacie PDF z serwisu internetowego czasopisma www.glaukopis.pl.
W listopadzie 2018 r. redakcja pisma została uhonorowana nagrodą „Strażnik Pamięci” przyznawaną przez kapitułę przy redakcji tygodnika „Do Rzeczy”.
Wydawcą do numeru 21-22/2011 było „Stowarzyszenie na Rzecz Swobód Obywatelskich”, numeru 23–24/2011–2012 był Wojciech Muszyński, a od numeru 26-26/2012 jest Fundacja „Glaukopis”.

## Książki wydane nakładem pisma
Seria „Biblioteka Glaukopisu”
1. Piotr Skórzyński: Wojna światów. Intelektualna historia zimnej wojny (2011) ISBN 978-83-933980-0-3[6][7]
2. Piotr Skórzyński: Człowiek nieuwikłany. Wspomnienia z PRL (2012) ISBN 978-83-933980-2-7[8]
3. Marek Jan Chodakiewicz: O prawicy i lewicy (wyd. 2, 2013) ISBN 978-83-933980-3-4[9]
4. Czesław Blicharski: Tarnopolanina żywot niepokorny (wyd. 2, 2013) ISBN 978-83-933980-6-5[10]